# Return to Mysterious Island 2
Возвращение на таинственный остров II : Судьба Мины (англ. Return to Mysterious Island II : Mina's Fate) — приключенческая видеоигра, совместно разработанная студией Kheops и Microïds и выпущенная в 2009 году. Является продолжением видеоигры возвращение на Таинственный остров 2004 года, и основывается на романе Жюль Верна Таинственный остров.

## Геймплей
Мина остаётся на острове, так как вертолёт, на котором её должны были эвакуировать, терпит катастрофу. Пилот погибает, девушке чудом удаётся спастись. Её мартышка, Юп, становится вторым игровым персонажем; игроку придется переключаться между двумя. Каждый персонаж имеет свои способности — Юп, например, может пробираться в труднодоступные места и общаться с другими обезьянами, в то время как Мина может читать документы и пользоваться сложными инструментами.
Игра могла синхронизироваться с iPhone, позволяя игрокам проходить некоторые головоломки на телефоне, а потом вновь возвращаться к игре на компьютере. Также игроки могли общаться друг с другом онлайн.

## Сюжет
В ходе игры игроку также предстоит бороться за выживание на острове, но теперь ещё необходимо спасти остров от экологической катастрофы. Возвращение на Таинственный остров II и начинается с крушения вертолета, на которым попыталась спастись Мина. Она выживает в катастрофе, но всё ещё остаётся на острове. Неизвестная болезнь вдруг начинает атаковать растения, затем животных. Мина исследует остров и обнаруживает источник заражения. Похоже, что единственный способ спасти остров — восстановление защитного купола, который отрежет территорию от остального мира и не даст девушке вернуться домой. Мина останется на острове, как капитан Немо.

## Разработка
25 ноября 2008 Microïds объявила, что продолжение игры возвращение на Таинственный остров разрабатывалось студией Kheops с апреля 2008 года. 14 августа письмо было отправлено в список рассылки Microïds. Игра была выпущена на английском и французском языках для IBM PC и iPhone.
На сайте игры имеется логотип фирмы Cryo Interactive, приобретённый компанией Microïds в 2008 году у издателя первой части игры, The Adventure Company. Microïds выпустила и другие игры по романам Жюль Верна: Тайна Наутилуса и Путешествие на Луну.